# M82 X-1
M82 X-1 è un buco nero di massa intermedia situato nella galassia M82. Fu scoperto nel 2004 e la sua esistenza è stata confermata nel 2006 dal satellite Rossi X-ray Timing Explorer, così nominato in onore del fisico Bruno Rossi. Il buco nero, di massa stimata in un migliaio di volte di quella del Sole, si trova a circa 600 al dal nucleo di M82, in un ammasso denso di giovani e massicce stelle di classe spettrale O e B.